# Marcipa pinheyi
Marcipa pinheyi är en fjärilsart som beskrevs av Pierre Joseph Pelletier 1975. Marcipa pinheyi ingår i släktet Marcipa och familjen nattflyn. Inga underarter finns listade i Catalogue of Life.